# کیریل مسکالنکو
کیریل مسکالنکو (اوکراینی: Кири́ло Семе́нович Москале́нкo; ۱۱ مهٔ ۱۹۰۲ – ۱۷ ژوئن ۱۹۸۵) فرد نظامی اهل اتحاد جماهیر شوروی سوسیالیستی بود.
وی همچنین برندهٔ جوایزی همچون نشان لنین، درجه پرچم سرخ، و قهرمان اتحاد شوروی، نشان انقلاب اکتبر، مدال «برای دفاع از کی‌یف»، مدال دفاع از استالینگراد، مدال آزادسازی پراگ، مدال ستاره طلایی، قهرمان اتحاد شوروی، مدال ستاره طلایی شده‌است.